# Skandinávie

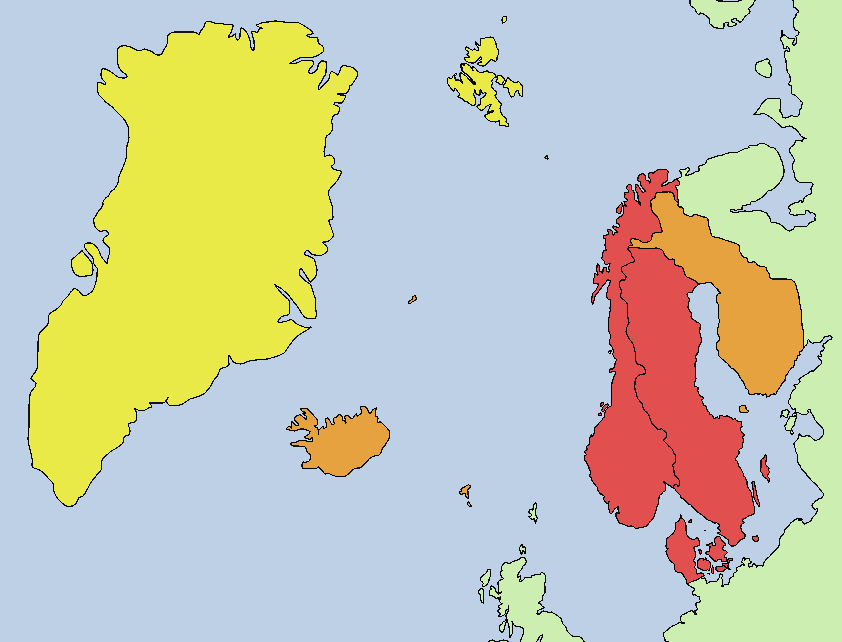
Tři monarchie, které Skandinávii tvoří podle úzké definice
Možné rozšíření pojmu
Maximální rozšíření, které se ve Skandinávii používá jako synonymum pro severské státy

Skandinávie je oblast v severní Evropě zahrnující především Dánsko, Norsko a Švédsko. Všechny tyto státy spojuje kromě geografické polohy také jazyková a kulturní blízkost, podobné politické a socio-ekonomické podmínky a společná historie. Všechny tři země jsou královstvími, která vznikla v raném středověku během vikingské expanze. Mezi lety 1397 a 1523 byla všechna spojena v takzvané Kalmarské unii, přičemž Norsko zůstalo součástí Dánska až do roku 1814. Mezi lety 1814 a 1905 pak bylo Norsko součástí Švédska.
Především mimo samotnou Skandinávii je však pojem užíván šířeji a zahrnuje další státy a území, a to Finsko, Island, Faerské ostrovy a někdy též Grónsko a Špicberky. Finsko se od Skandinávie liší svým jazykem, tím, že bylo mezi lety 1809 a 1917 součástí Ruského impéria a většími vazbami k pobaltským státům. Island a Faerské ostrovy jsou Skandinávii zase geograficky vzdáleny. V samotném regionu se tak spíše používá pojmu severské země, který se rozšířil především v souvislosti s nezávislostí Finska (1917) a Islandu (1944).
Od jména Skandinávie, doloženého již v antice, je odvozován název Skandinávského poloostrova, který zahrnuje Norsko, Švédsko a část Finska, nikoliv však Dánsko. Kromě toho existuje v geografické a geologické literatuře pojem Fennoskandinávie, který zahrnuje i zbytek Finska, Karélii a poloostrov Kola. O severogermánských jazycích se někdy hovoří jako o skandinávských, ale ty zahrnují taktéž islandštinu a faerštinu, kterými se hovoří mimo vlastní Skandinávii. Dále se pak hovoří o skandinávském či severském modelu sociálního státu.

## Dějiny pojmu
Nejstarší známé užití výrazu pochází z díla Naturalis Historia římského učence Plinia staršího působícího na počátku letopočtu. V tom se objevuje v podobě Scadinavia a Scatinvaia a označoval nejspíše pouze dnešní Dánsko a jižní Švédsko. Výraz byl později zkomolen na Scantinia či Skandia. V 1. století řecký geograf Ptolemaios zmínil čtyři ostrovy východně od Jutska zvané Skandiai, z nich nejvýchodnější a největší je vlastní Scandia, nejspíše dnešní Skåne. Stanley M. Toyne odvozuje pojem z právě ze Skåne doplněného o awi „pobřeží, ostrov“. Latinský pojem byl převzat i do germánských jazyků a ve středověku byly jako Scandia označovány tři tehdejší severské státy: Dánsko, Norsko a Švédsko.
Někdy se též objevuje dělení na „metropolitní“ Skandinávii, tedy státy které byl velmocemi zahrnující Dánsko a Švédsko, a státy území které na nich byly závislé, tedy Finsko, Island a Norsko. V takovém dělení však bývá i Norsko někdo řazeno do metropolitní Skandinávie.

## Geografie a obyvatelstvo
Geografie Skandinávie je velmi rozmanitá. Nacházejí se například norské fjordy, Skandinávské pohoří pokrývající velkou část Norska a část Švédska nebo roviny Dánska a středního Švédska. Ve Švédsku se také nachází mnoho jezer a morén, pozůstatků doby ledové, která skončila přibližně před deseti tisíciletími. K pevnině přiléhají mnohé ostrovy a souostroví jako je dánský Sjælland, norské Lofoty nebo švédský Gotland. Severní část Skandinávie se nachází za polárním kruhem, ale díky Golfskému proudu má na svou zeměpisnou šířku relativně mírné počasí. Severní část oblasti tak má subarktické klima, zatímco jižní, lidnatější část má mírné podnebí.
Skandinávské národy: Dánové, Norové a Švédové, jsou potomky Seveřanů, severogermánských kmenů obývajících oblast ve středověku. Kromě toho severní Norsko a Švédsko obývají Sámové. Seveřané původně vyznávali své tradiční náboženství, ale během středověku došlo ke jejich christianizaci. Na počátku 21. století ve skandinávských zemích dominují luteránské církve – Dánská církev, Norská církev a Švédská církev. Sámové taktéž vyznávali své tradiční náboženství spjaté s šamanismem, ale od 18. století byly konvertováni na křesťanství. Existují však Skandinávci, kteří se vrací k praktikování tradičního náboženství – severští novopohané, a taktéž mezi Sámy dochází k renesanci domorodých tradic.
V oblasti dominují tři severogermánské jazyky: dánština, norština a švédština, přičemž norština má dvě spisovné normy: bokmål a nynorsk. Kromě nich existují i menší severogermánské jazyky, například elvdalština nebo gotlandština. Skandinávské jazyky tvoří nářeční kontinuum a jsou mezi sebou do jisté míry vzájemně srozumitelné. Sámové tradičně hovoří několika sámskými jazyky náležejícími k ugrofinským jazykům.
Skandinávské země, především Švédsko, přijaly během druhé poloviny 20. století velké množství imigrantů, kteří tvořili v roce 2012 kolem 10% obyvatel oblasti. Okolo poloviny z nich pochází z Asie, Afriky a Latinské Ameriky. Druhá největší skupinu imigrantů pochází z dalších zemí Evropských unie, především Polska a pobaltských zemí.

## Dějiny
Skandinávie byla vzhledem ke svému plnému zalednění poslední částí Evropy osídlenou v holocénu, tedy po poslední době ledové. Během mesolitu Skandinávii obývaly komunity lovců a sběračů, kteří byli potomky západních lovců a sběračů, kteří ji osídlovali z jihu, a východních lovců a sběračů, kteří pronikali skrze severní pobřeží Norska. Během neolitu se místní lovci a sběrači mísili s ranými evropskými zemědělci a západními stepními pastevci. Ke kulturám té doby patřila Komsa, Fosna–Hensbacka, maglemoská a kongemoská.
V době přechodu mezi mesolitem a neolitem se v Dánsku a jižním Švédsku prosadila kultura Ertebølle, ovlivněné kulturou s lineární keramikou. Ta byla nahrazena kolem roku 4000 př. n. l. kulturou s nálevkovitými poháry která do Skandinávie pronikla z dnešního Německa: Tu zase nahradila kolem roku 2800 př. n. l. chalkolitická kultura bojových seker. Její původ ležel taktéž na jihu, navazovala na kulturu se šňůrovou keramikou, kterou lze spojit s rozšířením mluvčích pragermánštiny.
Kromě těchto kultur přišlých z jihu se kolem roku 3500 př. n. l. se objevila kultura s dírkovanou keramikou. Její nositelé byly podle archeogenetických výzkumů potomky skandinávských lovců a sběračů a taktéž moderní Skandinávci, nikoliv však Sámové, s nimi sdílí část genetické výbavy. Věnovali se především mořskému rybolovu a zpravidla koexistovali se zemědělci kultury s nálevkovitými poháry a bojových seker. Okolo roku 2300 př. n. l. došlo ke smísení obou kultur a počala severská doba bronzová. 

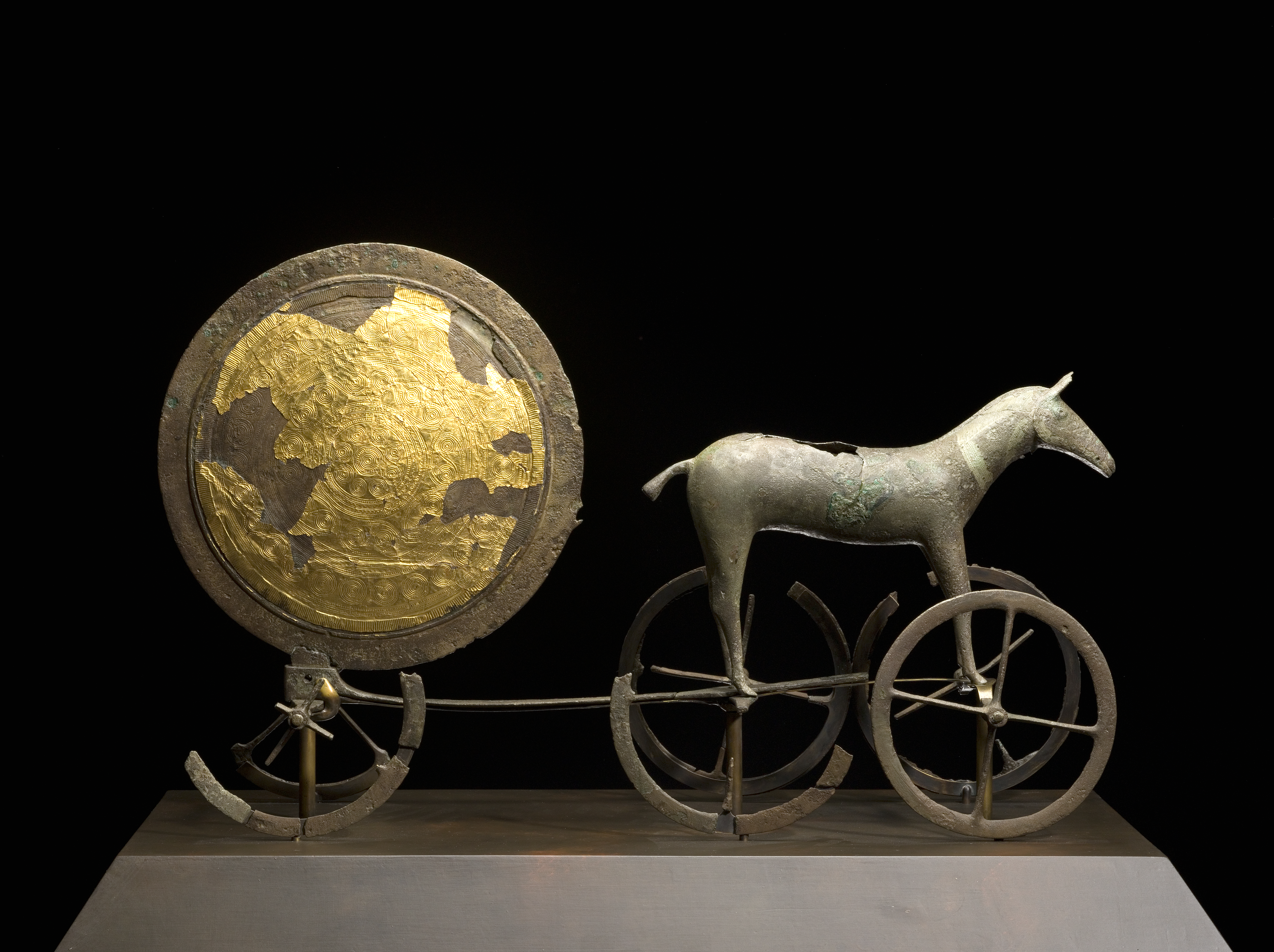
Trundholmský sluneční vůz, dánský artefakt datovaný kolem roku 1400 př. n. l.

V době bronzové udržovala Skandinávie blízké styky se středoevropskou únětickou kulturou a s mykénskou kulturou v dnešním Řecku. Z kultury severské doby bronzové se pak v 5. století př. n. l. vyvinula jastorfská kultura doby železné spojovaná s expanzí Germánů do střední Evropy. Z doby okolo přelomu letopočtu pak pochází první zmínky o skandinávských kmenech jako byly Suiones nebo Teutoni. O období mezi 6. a 8. století se pak hovoří jako o době vendelské, té následovala doba vikingská.
Od 8. století osídlovali Seveřané Faerské a Britské ostrovy, Island, Grónsko a podíleli se na vzniku Kyjevské Rusi. V 7. století vzniklo Dánské království, kterému v 8. století následovalo Norské království a Švédské království. Od založení arcibiskupství v Hamburku roku 831 počalo do Skandinávie pronikat křesťanství, a roku 1103 bylo ve švédském Lundu založeno i první místní arcibiskupství.
Skandinávské země také často sdílely krále. Norsko a Švédsko sdílelo panovníka v letech 1319 až 1355, v rámci takzvané Kalmarské unie sdílely všechny tři země krále v letech 1397 a 1523, ačkoliv Švédsko bylo od roku 1448 jejím členem pouze formálně. Dánsko a Švédsko tak oblasti dominovali a sdílely své imperiální ambice, zatímco Norsko získalo plnou nezávislost až roku 1905. Dánsko taktéž ovládalo dnešní jižní Švédsko, Island, Faerské ostrovy a Grónsko. Švédsko během 12. až 14. století připojilo ke svému území Finsko a v 17. století dominovalo Skandinávii i Pobaltí. Svůj velmocenský statut však ztratilo po válkách s Ruskem nejprve Pobaltí a později i Finsko. Na druhou stranu v roce 1814 získalo na úkor Dánska Norsko. V roce 1905 pak vyhlásilo Norsko nezávislost na Švédsku.
Během 1. světové války zůstaly všechny skandinávské země neutrální, ale během 2. světové se to podařilo pouze Švédsku, zatímco Dánsko a Norsko bylo okupováno nacistickým Německem. Po válce se Dánsko a Norsko staly zakládajícími členy NATO, zatímco Švédsko zůstalo neutrální. Dánsko se také roku 1973 připojilo k Evropské unii, v čemž bylo v roce 1995 následováno Švédskem.